# Ascott
Ascott är en by i civil parish Stadhampton, i distriktet South Oxfordshire, i grevskapet Oxfordshire, i England. Byn är belägen 13 km från Oxford. Ascott var en civil parish från 1866 till 1932 då den blev en del av Stadhampton. Civil parish hade 55 invånare år 1931.